# 八义集镇
八义集镇，是中华人民共和国江苏省徐州市邳州市下辖的一个乡镇级行政单位。

## 行政区划
八义集镇下辖以下地区：
窑西社区、八义集村、车站村、石横村、耿庄村、枣园村、荃子村、单庄村、张公村、苗楼村、山前村、山后村、汤海村、高桥村、闫集村、石桥村、周家村、佟庄村、石山村、仙庄村、张庄村、黄山村、顺河村、李桥村、大墩村和王庄村。